# Ponticello (Benevento)
Il Ponticello è un ponte romano di Benevento. Il manufatto, a singola arcata e di modeste dimensioni, varca il torrente San Nicola nei pressi del suo sbocco nel fiume Calore, in un fondovalle a nord-est del centro cittadino. È il primo ponte che si incontra lungo il tracciato della via Traiana, ma le sue origini sono più antiche della costruzione di quest'ultima. Dal ponte prende il nome il circostante rione cittadino di Ponticelli; nella sistemazione attuale, il Ponticello è pedonale e circondato da una rotatoria.
Il ponte è incluso nel sito Patrimonio dell'Umanità UNESCO Via Appia. Regina Viarum, in quanto parte del tratto denominato "L'Appia Traiana da Beneventum a Aequum Tuticum".

## Storia

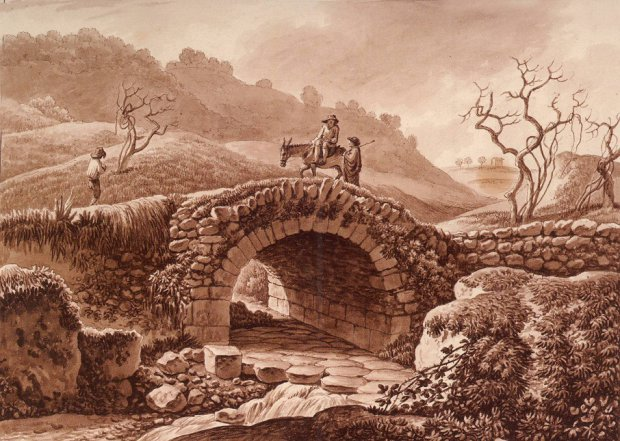
Il Ponticello dipinto da Carlo Labruzzi

Sicuramente il Ponticello, già prima della costruzione della via Traiana, era parte del percorso stradale che si allontanava da Benevento in direzione della Puglia: esso, descritto da Strabone, è identificabile con quella che altri fonti chiamano via Minucia, alternativa alla via Appia più breve ma meno agevole. Quindi con l'istituzione della via Traiana, che in buona parte consisté nella riqualificazione di tale tracciato, il ponte fu ampliato e integrato nella nuova arteria.
Il nome Ponticello era già in uso nell'VIII secolo: negli atti della traslazione delle ceneri di san Mercurio da Aeclanum a Benevento, l'opera viene descritta come «ponticulus structura veteri fabricatus»; e in un documento di conferma di concessioni al monastero di Santa Sofia la zona è detta «in Ponticello». Dal primo documento, inoltre, si evince che dal ponte si diramavano due percorsi per entrare in città: uno diretto verso la Porta Somma (presso l'attuale Rocca dei Rettori), l'altro verso la Porta Aurea (ovvero l'arco di Traiano). Nel secondo si legge di due strade sul versante opposto, che conducevano verso le chiese di San Marco (presso l'attuale cimitero di Benevento) e di San Valentino (presso il ponte Valentino), ora entrambe scomparse. Senza dubbio il percorso dall'arco di Traiano al ponte Valentino era un tratto di via Traiana che all'epoca era ancora in uso. Nelle vicinanze del ponte si trovava inoltre il monastero di Santa Sofia a Ponticello, fondato nel 721 e ora interamente scomparso. Nella stessa zona Wandulfo, proprietario dei terreni su cui sorse il monastero, possedeva una statio stradale (probabilmente proprio lungo la via Traiana).
Dopo il medioevo il ponte fu alterato e riparato più volte. Nel XIX secolo venne allargato, nascondendo in buona parte la vista delle facce antiche.

## Descrizione

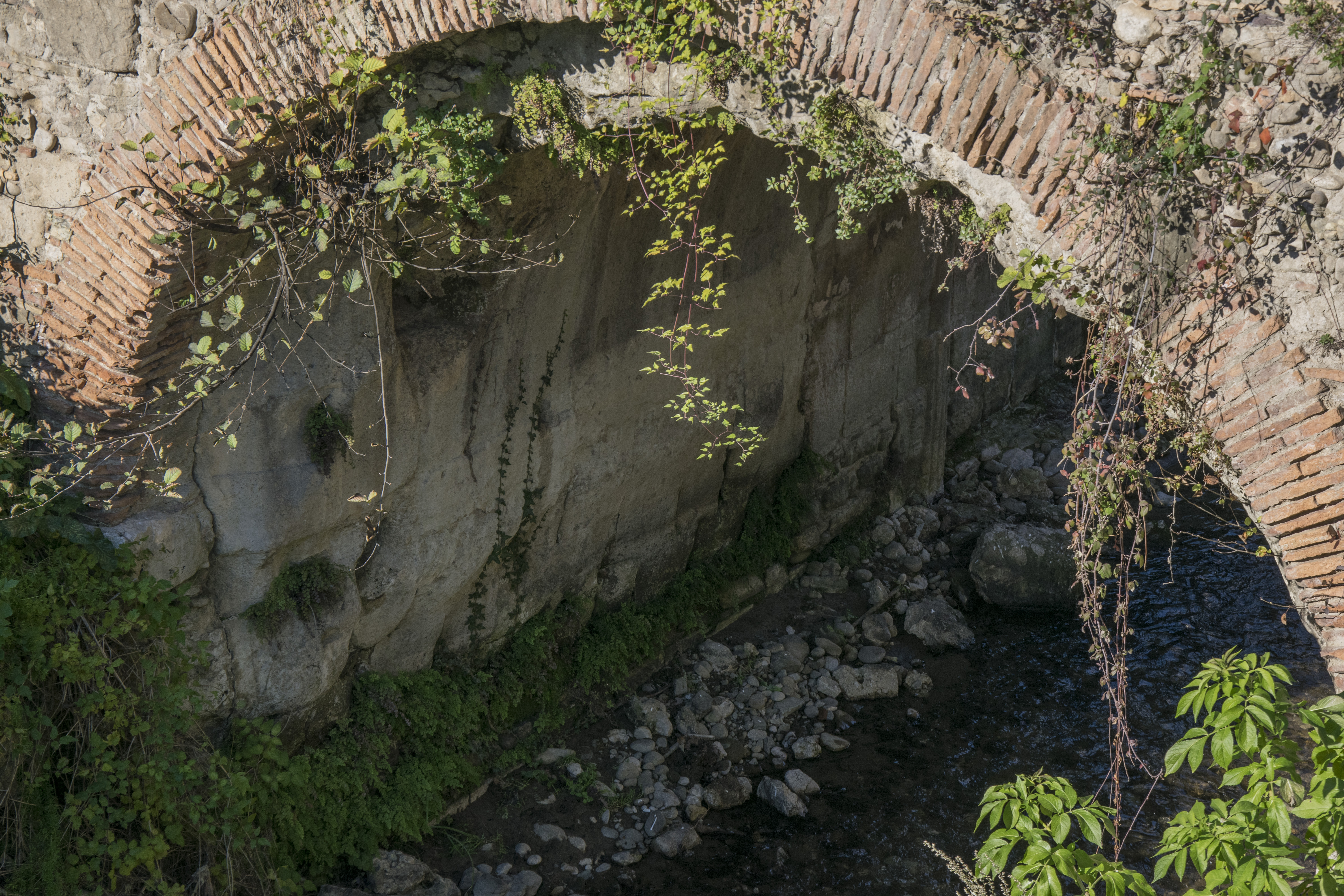
Scorcio dell'intradosso, con la cesura fra i due archi in tufo di diversa datazione

Il Ponticello si apre in un'unica arcata che, nella configurazione attuale, è il risultato di progressivi allargamenti. Il nucleo più antico dell'arcata è costruito in opera quadrata, con conci di tufo squadrati e assemblati a secco, posti di taglio e perfettamente combacianti fra loro. È largo 5,10 m e potrebbe risalire al I secolo a.C.. Il primo ampliamento, addossato al nucleo originario sul versante sotto corrente, è simile a questo per tecnica costruttiva, anche se impiega conci mediamente più alti. Molto probabilmente fu costruito per adeguare la larghezza del ponte (giungendo così a 6,35 m complessivi) a quella degli altri lungo la via Traiana. Forse si scelse di intervenire sul fronte a valle proprio per adeguarsi all'asse di tale strada. Dunque, la ristrutturazione in questione andrebbe datata ai primi anni del II secolo d.C..
Un'immagine del ponte romano meno alterata rispetto all'attuale è offerta da un disegno di Carlo Labruzzi del tardo XVIII secolo. Qui la ghiera dell'arcata è disegnata dal regolare accostamento dei conci; ma, sopra di essa, il paramento murario appare riparato senza grande cura. Il disegno evidenzia anche il profilo a schiena d'asino del ponte (ora sostituito da una superficie stradale in piano) e un selciato in pietra che fodera il letto del fiume: entrambi potrebbero riferirsi all'età romana. Le riparazioni sono rilevabili anche per analisi diretta: l'intradosso dell'arcata più antica fu restaurato in seguito a crolli, impiegando non solo materiale originale ma anche pietrame e laterizi: si tratterebbe di un lavoro di restauro post-medievale.

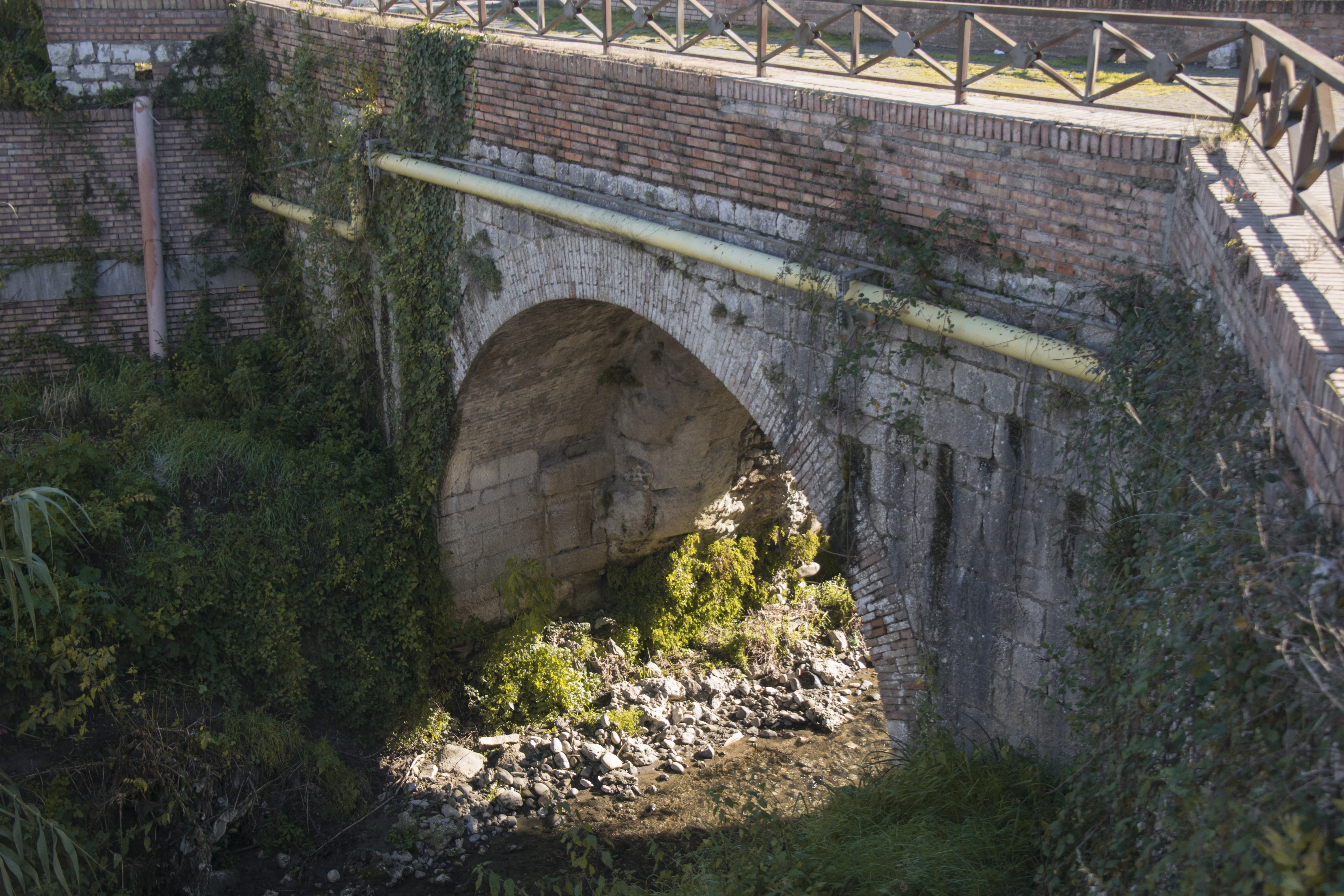
Vista del ponte sotto corrente

Le modifiche ottocentesche consistono anzitutto in un ampliamento sopra corrente, piuttosto esiguo (60 cm di spessore), con un arco in laterizi che lascia intravedere quello antico retrostante. Esso poggia su due blocchi calcarei squadrati che fungono da capitelli per due tozze colonne, anch'esse calcaree: queste ultime potrebbero essere in realtà due pietre miliari della via Traiana reimpiegate. Il paramento murario sopra l'arco alterna disordinatamente laterizi e pietrame. Vi è poi un allargamento più consistente sul fronte sotto corrente; ha una larghezza irregolare, maggiore all'estemità rivolta verso il centro cittadino. Sembrerebbe costituito da un primo intervento con reimpiego di materiale antico, seguìto dalla costruzione di un arco in laterizi, più recente di quello opposto, inquadrato in un paramento a blocchi calcarei.